# Brdo, Grabštanj
Brdo (nemško Werda) je naselje v Občini Grabštanj v Okraju Celovec-dežela na Koroškem v Avstriji.